# Bispevika

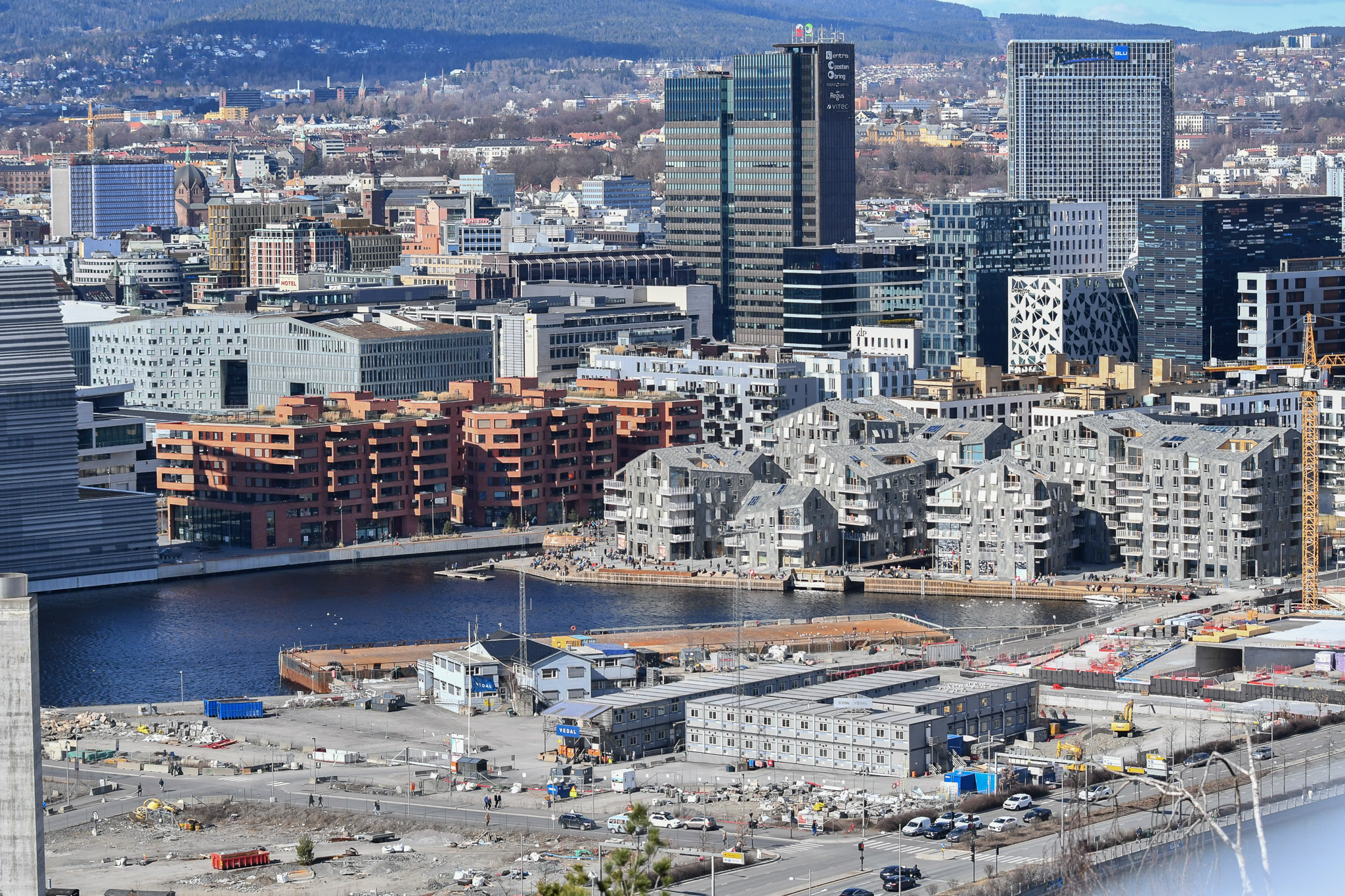
Blick auf die Bispevika aus dem Südosten

Die Bispevika ist eine Bucht des Oslofjords in der norwegischen Hauptstadt Oslo.

## Lage
Die Bispevika macht im Inneren des Oslofjords den Nordosten des alten Hafengebiets von Oslo, der Bjørvika, aus. Im Westen wird die Bucht durch das auf der früheren Kaianlage Paulsenkaia gelegene neue Munchmuseum (norwegisch Munchmuseet) begrenzt. Westlich davon mündet die Akerselva in den Oslofjord. Im Norden der Bispevika befindet sich die frühere Kaianlage Bispekaia (auch Oslo brygge). Im Osten liegt das eine Halbinsel bildende Wohnviertel Sørenga, das bis 2009 ebenfalls noch eine Kaianlage war. Im Süden der Bispevika führt eine Fußgängerbrücke vom Westen der Bucht Richtung Südosten nach Sørenga. Durch die Bispevika führt im Verlauf der Europastraße 18 (E18) der Bjørvikatunnel hindurch.

## Geschichte
In den 1820er-Jahren erstreckte sich die Bispevika Richtung Norden fast bis zum heutigen Bahnhofsbereich des Osloer Hauptbahnhofs. Durch Aufschüttungen verlagerte sich die Küstenlinie weiter in den Süden. Das Gebiet um die Bispevika herum stellt ein Teilgebiet des Fjordbyen-Programms dar, im Zuge dessen der Umbau der Stadtviertel entlang des Oslofjords beschlossen wurde. Im Gebiet um die Bispevika wurden unter anderem Wohnungen und Bürogebäude errichtet. Im Norden der Bispevika etwa entstanden von 2008 bis 2016 die Hochhausreihe Barcode und von 2012 bis 2020 der Wohnkomplex Vannkunsten.

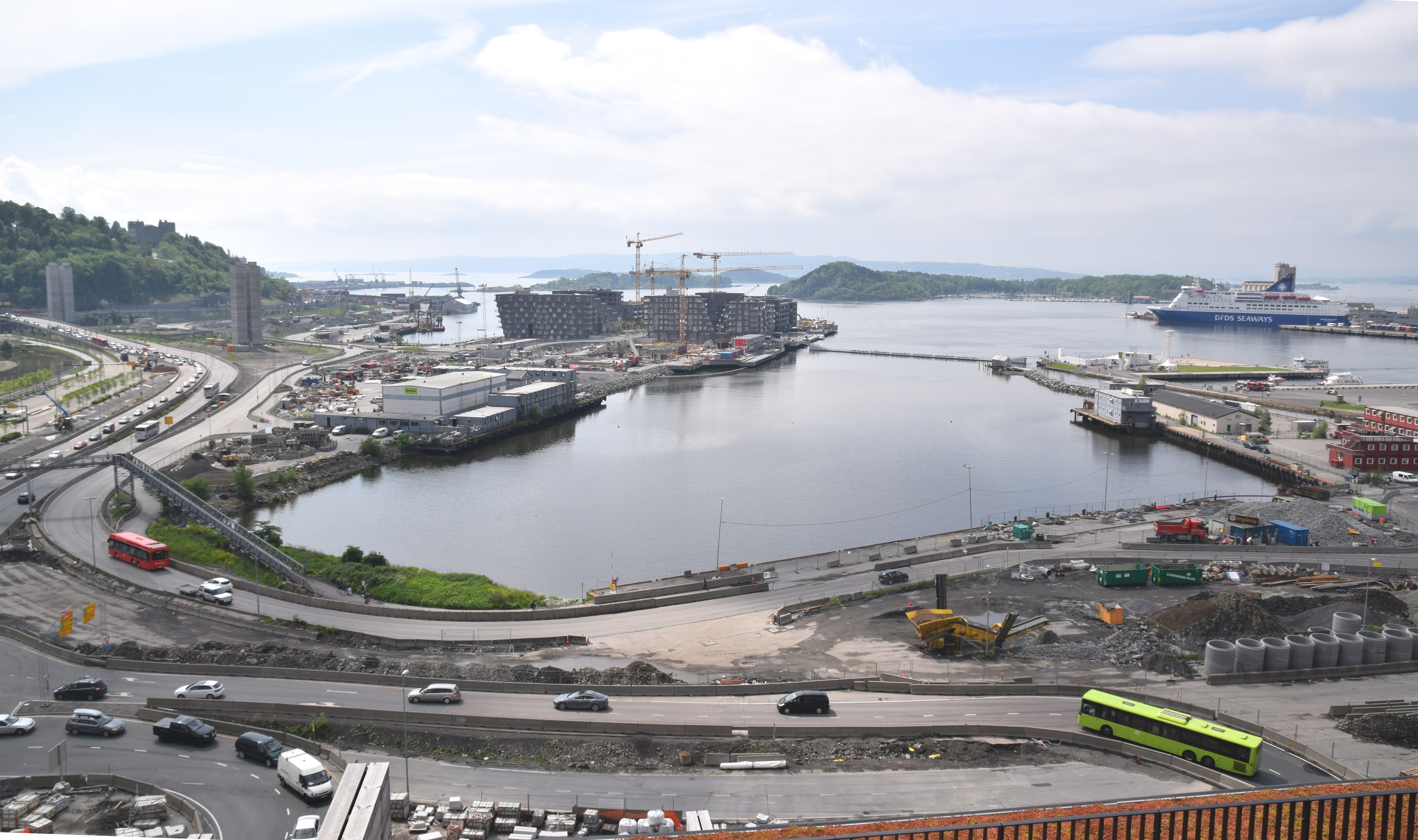
Blick auf die Bispevika, 2014
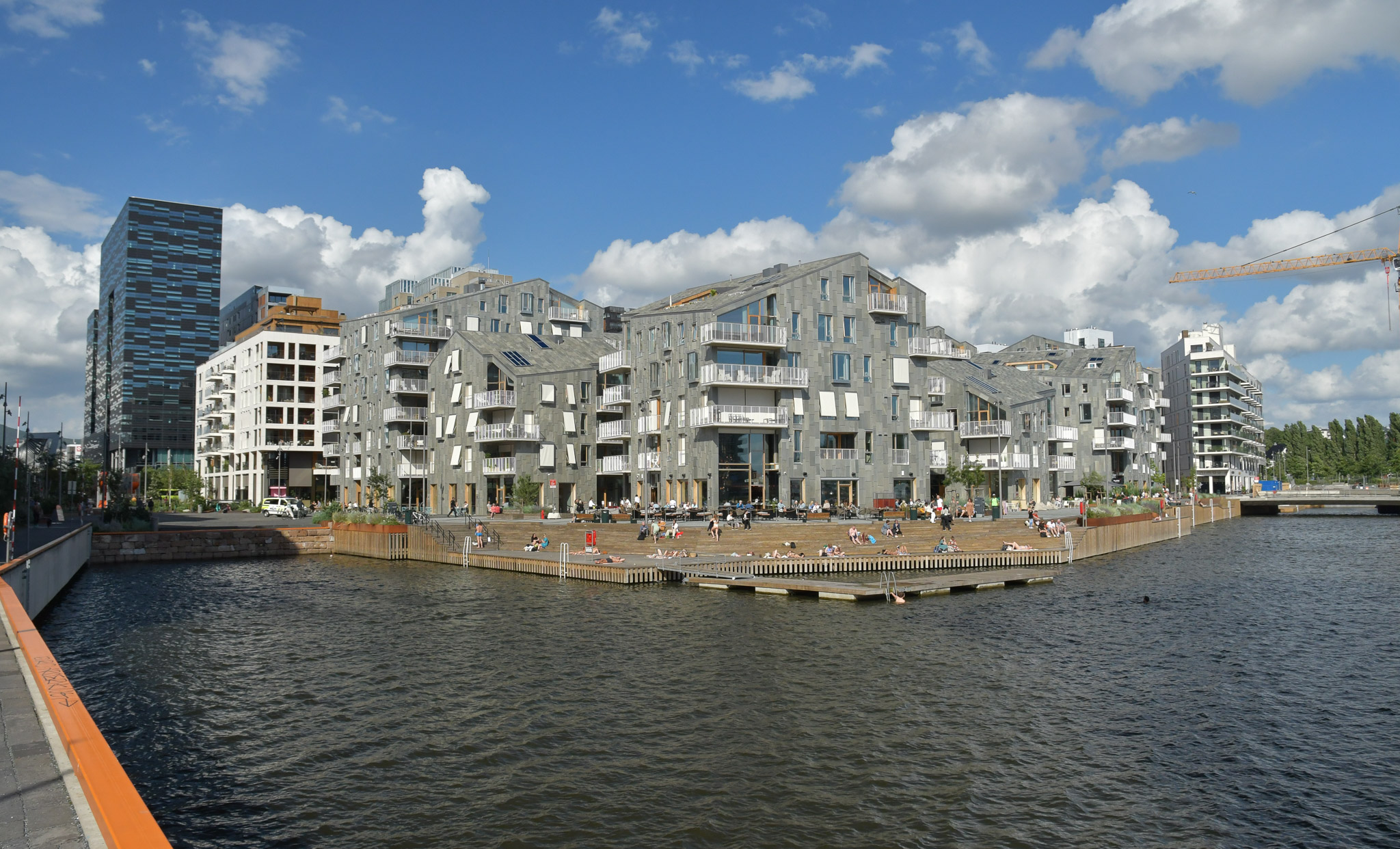
Wohnkomplex Vannkunsten im Norden der Bispevika, 2021